# Oktiabrskij (obwód riazański)
Oktiabrskij (ros. Октябрьский) – osiedle typu miejskiego w Rosji, w obwodzie riazańskim, w rejonie michajłowskim. W 2010 liczyło 6067 mieszkańców.